# Stephanopis monulfi
Stephanopis monulfi es una especie de araña del género Stephanopis, familia Thomisidae.

## Distribución
Se distribuye por Indonesia (Nueva Guinea), Papúa Nueva Guinea y Australia (Queensland).

## Taxonomía
Fue descrita por Chrysanthus en 1964.
Tratamiento taxonómico
La especie aparece registrada y publicada en Spiders from south New Guinea VI. Nova Guinea, Zoology 28: 87–104.